# Parti du 4-Août
Pour les articles homonymes, voir 4-Août.
Le Parti du 4 août (grec : Κόμμα 4ης Αυγούστου, Komma 4is Avgoustou ; acronyme : Κ4Α) était un parti politique nationaliste grec, fondé en juillet 1965 par un groupe de militants conduit par Konstandínos Plévris. Son nom est inspiré par le Régime du 4-Août du premier ministre Ioánnis Metaxás, d'idéologie politique nationaliste et autoritariste qui fut nommée Metaxisme. Nikólaos Michaloliákos fit partie de ses militants.